# Palazzo Massimo di Pirro
Palazzo Massimo di Pirro, noto anche come Palazzo di Pirro, è un edificio di Roma. È uno dei palazzi del complesso di edifici di pertinenza della famiglia Massimo, assieme al Palazzo Massimo alle Colonne e al Palazzo Massimo istoriato, situato al numero 145/151 di Corso Vittorio Emanuele II, nel rione Parione.

## Storia
Dopo essere stato incendiato dai lanzichenecchi durante il sacco di Roma nel 1527, il palazzo fu ricostruito nel 1532 per incarico di Angelo Massimo, da Giovanni Mangone, un allievo di Antonio da Sangallo il Giovane.
Il nome deriva da una gigantesca statua di Marte recuperata durante la sua costruzione che si trovava nel cortile interno e che si riteneva raffigurasse Pirro, il re dell'Epiro, che impegnò Roma nelle guerre pirriche durante il III secolo a.C.; l'attribuzione a Pirro era causata dalla sua armatura decorata con degli elefanti, animali usati da Pirro durante la guerra. La statua, venduta nel 1738 a papa Clemente XII, si trova nei Musei Capitolini.
Nel 1874 Carlo Alberto Camillo X Massimo unificò il Palazzo di Pirro al Palazzo alle Colonne.